# Lengfeld (Thuringe)
Lengfeld est une commune allemande de l'arrondissement de Hildburghausen, Land de Thuringe.

## Géographie
Lengfeld se situe au sud de la forêt de Thuringe, dans la vallée du Weißbach.
|        | Eichenberg    | Bischofrod |
| Themar | Lengfeld      | Ahlstädt   |
|        | Kloster Veßra |            |

## Histoire
Lengfeld est mentionné pour la première fois en 826.